# Odlotowe agentki: Film
Odlotowe agentki: Film (fra. Totally Spies! Le Film, ang. Totally Spies! The Movie, 2009) – francuski film animowany, dystrubutorem filmu jest: Mars Distribution (tylko Francja) oraz Marathon Media Group (tylko USA). Pełnometrażowa adaptacja serialu animowanego Odlotowe agentki. Premiera Filmu odbyła się 22 lipca 2009 we Francji, w USA 25 kwietnia 2010 na kanale Cartoon Network a w Polsce 5 października 2014 na kanale Nickelodeon Polska, MTV Polska, TeenNick Polska, VIVA Polska.

## Fabuła
Film zaczyna się kiedy Sam, Clover i Alex zaczynają nowe życie w Beverly Hills. Ich drogi krzyżują się przy restauracji sushi niedaleko Agencji. Dziewczyny ratują życie małej śwince. Po tym zdarzeniu nawiązują przyjaźń. Następnie spotykają się w szkole, gdzie poznają Mandy. Na przerwie zostają wciągnięte przez szafkę Clover, trafiają do Agencji i poznają Jerry’ego. Jerry pokazuje dziewczynom ich dzieciństwo (już wtedy miały zadatki na świetnych szpiegów). Przyjaciółki odrzucają zaproszenie, lecz potem „zmuszone” zostają do przyłączenia się. Po udanym treningu wreszcie zostają agentkami, a już wkrótce czeka je pierwsza misja.

## Wersja polska
Wersja polska: na zlecenie Nickelodeon Polska – Master Film

Reżyseria: Agata Gawrońska-Bauman

Dialogi: Magdalena Dwojak

Dźwięk i montaż: Jacek Osławski

Kierownictwo produkcji: Romuald Cieślak

Nadzór merytoryczny: Katarzyna Dryńska

Wystąpili:
- Małgorzata Szymańska – Alex
- Monika Pikuła – Sam
- Julia Kołakowska-Bytner – Clover
- Wojciech Paszkowski – Jerry
- Katarzyna Łaska – Mandy
- Krzysztof Szczerbiński – Rob
- Mirosława Nyckowska – dyrektorka Skritch
- Mateusz Banasiuk – Tad
- Przemysław Stippa – Rewel
- Zuzanna Galia – Dominique
- Julia Chatys – Caitlin
- Paweł Ciołkosz – Yuri
- Janusz Zadura – Peppy Wolfman
- Grzegorz Kwiecień
- Adam Fidusiewicz
- Karol Jankiewicz
- Przemysław Wyszyński
- Katarzyna Tatarak
- Janusz Wituch

i inni
Lektor: Paweł Bukrewicz

## Premiery na świecie
| Kraj               | Tytuł                               | Data premiery        | Dystrybucja                                                  | Wydanie DVD |
| ------------------ | ----------------------------------- | -------------------- | ------------------------------------------------------------ | ----------- |
| Francja            | Totally Spies! Le Film              | 22 lipca 2009        | Mars Distribution                                            |             |
| Szwajcaria         | Totally Spies! Le Film              | 22 lipca 2009        | Dream World                                                  |             |
| Holandia           | Totally Spies! The Movie            | 14 października 2009 | Independent Films                                            |             |
| Turcja             | Casus Kızlar                        | 23 października 2009 | UIP Filmmaking                                               |             |
| Belgia             | Totally Spies! Le Film              | 28 października 2009 | Les Films de l'Elysée                                        |             |
| Luksemburg         | Totally Spies! Le Film              | 28 października 2009 | Les Films de l'Elysée                                        |             |
| Nowa Zelandia      | Totally Spies! The Movie            | 21 stycznia 2010     | Rialto Entertainment Vendetta Films                          |             |
| Federacja Malajska | Totally Spies! The Movie            | 27 lutego 2010       | Disney Channel Asia                                          |             |
| Filipiny           | Totally Spies! The Movie            | 27 lutego 2010       | Disney Channel Asia                                          |             |
| Stany Zjednoczone  | Totally Spies! The Movie            | 25 kwietnia 2010     | Cartoon Network                                              |             |
| Niemcy             | Totally Spies! Der Film             | 18 maja 2010         |                                                              |             |
| Włochy             |                                     | 25 grudnia 2010      | Mikado                                                       |             |
| Australia          | Totally Spies! The Movie            | 2010                 | Rialto Entertainment                                         |             |
| Grecja             |                                     | 2010                 |                                                              |             |
| Hiszpania          | Totally Spies!: La Película         | 2010                 |                                                              |             |
| Brazylia           | Três Espiãs Demais: O Filme         | 23 listopada 2011    | Cartoon Network                                              |             |
| Kolumbia           | Tres Espías Sin Límite: La Película | 23 listopada 2011    | Cartoon Network                                              |             |
| Meksyk             | Tres Espías Sin Límite: La Película | 23 listopada 2011    | GUSSI                                                        |             |
| Polska             | Odlotowe agentki: Film              | 5 października 2014  | Nickelodeon Polska, MTV Polska, TeenNick Polska, VIVA Polska |             |
| Wielka Brytania    | Totally Spies! The Movie            | 29 marca 2016        |                                                              |             |